# 이츠키 마리코
이츠키 마리코(일본어: 樹まり子 いつき まりこ[*], 1971년 1월 28일 ~ )는 일본의 전 AV 여배우다. 18살 때인 1989년 AV 배우로 데뷔했다가 1990년에 은퇴했다. 이후 1992년 AV 배우로 다시 복귀했으나 1994년에 마지막으로 은퇴했다. 